# Рубин, Андрей Владимирович
Андре́й Влади́мирович Ру́бин (латыш. Andrejs Rubins; 26 ноября 1978, Рига — 1 августа 2022) — латвийский футболист, игравший на позиции полузащитника. Выступал за сборую Латвии.

## Биография
Воспитанник латвийского футбола. В 1997 уехал в Швецию, где играл за клуб высшей лиги «Эстер». В 1998 вернулся в Латвию, играл за ведущий клуб страны «Сконто».
В 2000—2003 играл за английский «Кристал Пэлас».
В 2003—2004 и 2006 годах играл в России за ярославский «Шинник», проведя 73 игры, забив 4 гола и отдав 4 голевые передачи. С 2005 по 2008 годы выступал за московский «Спартак», проведя всего 7 матчей и став с ним серебряным призёром чемпионата России 2005 года.
В 2008—2012 играл в азербайджанских клубах «Карабах» (Агдам) и «Симург».
В сборной Латвии дебютировал 10 ноября 1998 года в игре против Туниса. Всего провёл 117 игр, забил 10 голов.
После завершения карьеры работал тренером детских команд в Икшкиле.
В 2014 году вошёл в тренерский штаб «Огре». В 2019 году был назначен главным тренером «Ауды».
В 2022 году работал тренером юрмальского «Спартака».
Умер 1 августа 2022 года.

## Достижения
«Сконто»
- Чемпион Латвии (2): 1998, 1999.
- Обладатель Кубка Латвии (2): 1998, 2000.
- Финалист Кубка Латвии: 1999.

«Спартак» Москва
- Серебряный призёр чемпионата России: 2005.

«Металлург»
- Серебряный призёр чемпионата Латвии: 2007.
- Победитель Балтийской лиги: 2007.

«Интер»
- Чемпион Азербайджана: 2009/10.
- Серебряный призёр чемпионата Азербайджана: 2008/09.

«Карабах» Агдам
- Бронзовый призёр чемпионата Азербайджана: 2010/11.